# Nychiodes obscuraria
Nychiodes obscuraria là một loài bướm đêm trong họ Geometridae.